# Streetwear

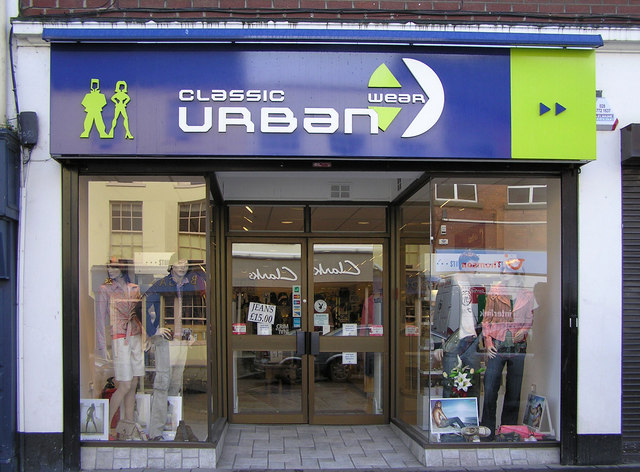
Geschäft für sogenannte classic urban wear (engl.: ‚klassische urbane Kleidung‘) in Omagh, Nordirland.

(Urban) Streetwear (engl.: ‚(städtische) Straßenkleidung‘) ist ein Casualstil der auf komfortabler Freizeitkleidung basiert. Er orientiert sich an Sportkleidung, Punkkleidung, Skateboardkleidung, Hiphopkleidung, Surfkleidung und japanischer Straßenkleidung. Es begann an der Ostküste in New York, fast parallel an der Westküste in Los Angeles, verbreitete sich von dort in weiteren Großstädten und bis in die 1990er Weltweit. Er ist nicht zu verwechseln mit den Jugendkulturen.

## Geschichte
Streetwear nahm seinen Ursprung in der New Yorker Hip-Hop-Szene Ende der 1970er-Jahre. Günstige robuste und nützliche Kleidung stand dabei im Vordergrund. Carhartt boomte mit Hosen, Hoodies und Jacken, insbesondere dem Modell Detroit. Bei Hemden war Ben Davis Marke erster Wahl. Beliebte Marken waren Schott NYC, Dr. Martens, Pro Keds, Kangol, Fila, Puma und Adidas. Schuhe orientieren sich an Basketballmodellen wie Converse Chucks, Adidas Superstar, Nike Air Jordan sowie aktuellen Modellen. In New York wurden Timberlands zum Alltagsschuh.
In den späten 80ern bis in die Mitte der 90er waren T-Shirts der Marke Stüssy, die durch den „Surfwear-Trend“ zuvor einen Aufschwung erlebt hatten, beliebt. Weiter erfreuten sich Schuhmarken wie Vans und Airwalk, Workwear-Kleidungsmarken wie Carhartt sowie Basecaps und Bucket-Hüte großer Beliebtheit. In diese Zeit fällt auch die Gründung von Supreme. Weitere beliebte Marken waren Le Coq Sportif und Champion.
Mitte der 90er Jahre wurden bisherige Elemente der Streetwear durch mediale Präsenz von Gangs in Los Angeles beeinflusst. Diese nutzten farbige Bandanas, um die Zugehörigkeit zu ihrer Gang zu symbolisieren. Weiter griffen sie auf Basecaps und Jacken der Marke Starter mit Brandings bekannter Football-, Baseball- oder Basketballvereine zurück. Schwarze Caps und Jacken mit Motiven der Raiders wurden über Jahre ein Verkaufshit. Auch die Beliebtheit der Kleidung weiterer Sportbekleidungshersteller wie Adidas und Nike wuchs. Vielen ist „O-Dog“ für die Dickies 874 ein Begriff. Große Unterschiede gab jedoch nach wie vor bei der Straßenmode an der West- und Ostküste der USA. Während an der Ostküste Timberland-Schuhe mit Kapuzenshirts getragen wurden, waren an der Westküste Flanellhemden und Converse angesagt.

## Streetwear als Skatewear
Eine frühe Erwähnung des Begriffs Streetwear findet sich im Markennamen der 1976 gegründeten Skateboarding-Bekleidungsfirma Vision Street Wear. In den 1980er Jahren wurde der Begriff zunächst in den USA verwendet, um die Kleidung innerhalb der Skateboarding-Kultur zu benennen. Man spricht hier manchmal auch von Skatewear (engl.: „Skateboarding-Bekleidung“, sinngemäß: „das, was man beim Skateboarden trägt") oder allgemeiner von Sportswear (engl: „Sportbekleidung“). Eine zentrale Rolle spielen hierbei unter anderem bedruckte T-Shirts oder Kapuzenpullover (beispielsweise der Bekleidungsfirma Stüssy), Baseballcaps und bestimmte Sneakers oder Skateschuhe, wie beispielsweise Vans oder Airwalk. Mit dem Aufkommen des Skateboardings und der zugehörigen Mode in Deutschland fand auch der Begriff seinen Weg in die deutsche Sprache.

## Streetwear als Clubwear
Mit der Verbreitung der Techno- und Clubkultur in Deutschland zu Beginn der 1990er Jahre wurde der Begriff Streetwear teilweise synonym, teilweise aber auch in Abgrenzung zum Begriff Clubwear (engl.: „Club-Bekleidung“, sinngemäß: „das, was man im Club trägt“) verwendet. Die Dresscodes einzelner Szenen innerhalb der Clubkultur können stark voneinander abweichen und es existiert eine Bandbreite von konventionellen Freizeitmoden über elegantere Outfits bis hin zu verschiedenen Retrolooks und experimentellen, eher an Verkleidung erinnernden Stilen (wobei letztere in der Regel nicht als Streetwear bezeichnet werden). Die Bekleidungsindustrie verwendet die Begriffe Clubwear und Streetwear in diesem Zusammenhang meist um jugendliche, legere Markenkleidung zu betiteln. Kommerzielle Clubwear bedient sich hierbei also in der Regel jeweils aktueller Modetrends.

## Streetwear alsstreet fashion
Gelegentlich wird der Begriff Streetwear auch synonym zu street fashion (engl.: „Straßenmode“, sinngemäß: „Hip-Hop-Mode“) verwendet. Hierbei handelt es sich um verschiedene Modestile, die sich seit den 1980er Jahren in der Hip-Hop-Kultur etabliert haben. Eine zentrale Rolle spielten unter anderem Baggy Pants, T-Shirts in Übergrößen, Sportbekleidung, oder bestimmte Sneakers. Im Zuge der wachsenden Popularität von Hip-Hop brachten auch einzelne Rapper und Musiker aus dem Hip-Hop-Umfeld eigene Bekleidungslinien auf den Markt, so gründete beispielsweise der Musikproduzent und Rapper P. Diddy 1998 die Modemarke Sean John.

## Streetwear in Fashion-Blogs
Mit der Verbreitung von Weblogs haben sich als eigenständiges Subgenre sogenannte Fashion-Blogs, meist privat betriebene Blogs über Mode, etabliert. Manche berichten nicht über Modekollektionen, sondern über die individuelle Straßenmode. So wird versucht, Trends aufzuspüren, indem aktuelle Fotos von besonders ungewöhnlich, stilsicher oder modisch gekleideten Passanten veröffentlicht oder auch aktuelle Modetrends bestimmter Produktgruppen der Modebranche besprochen werden. Die auch als Streetwear oder street style (engl.: „Straßenstil“) bezeichneten Outfits können sich hierbei stark unterscheiden. Gemeinsam haben sie lediglich, dass sie dem Alltag entnommen, also quasi „auf der Straße“ gefunden wurden. Im Unterschied zu den zuvor erwähnten, eher in der Jugendkultur verorteten Kleidungsstilen, ist hier Bekleidung für jede Altersgruppe verbreitet. Fotos von älteren Passanten sind nicht unüblich.